# Racek vnitrozemský
Racek vnitrozemský (Leucophaeus pipixcan) je malý severoamerický druh racka z rodu Leucophaeus. Poměrně pravidelně zalétává i do Evropy.

## Systematika
Druhové jméno pipixcan pochází z jazyka nahuatl, ve kterém znamená „racek“. Nejsou rozeznávány žádné poddruhy.

## Výskyt
Racek vnitrozemský hnízdí na prériích ve vnitrozemí jižní Kanady, areál zasahuje na území Spojených států (Jižní Dakota, Minnesota). Tažný na velkou vzdálenost, většina ptáků zimuje jižně od rovníku na pobřeží Jižní Ameriky od Peru po jižní Chile. Zatoulaní ptáci byli zjištěni v Karibském moři a na atlantském pobřeží Jižní Ameriky, Havajských ostrovech, Japonsku, na sever po Aljašku. Každoročně zaletuje do západní Evropy. Výjimečně zabloudí i na Nový Zéland nebo do Austrálie.
V roce 2018 byla celková populace odhadnuta na 1–1,49 milionu jedinců.

## Popis

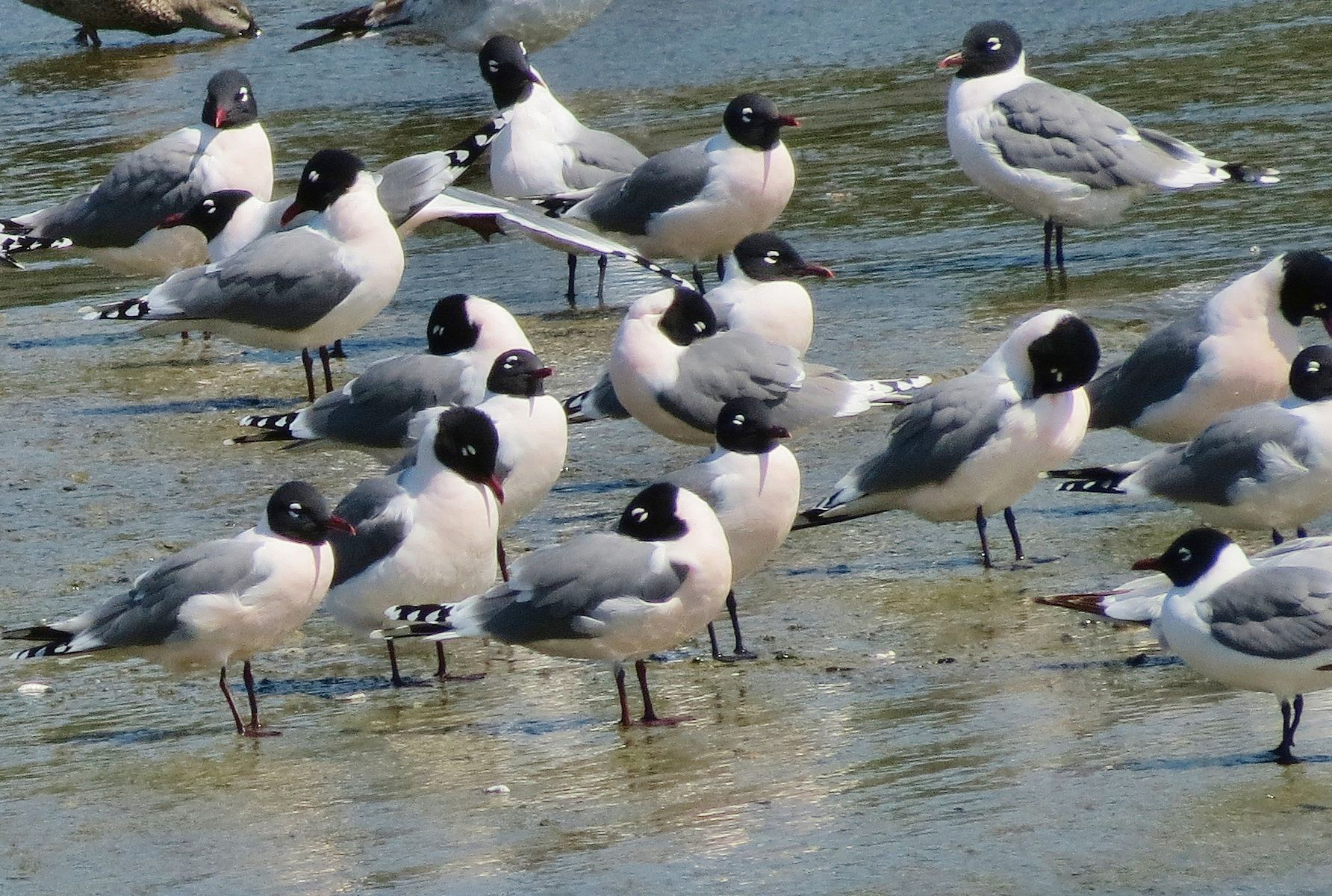
Hejno racků vnitrozemských v Texasu

Dospělí ptáci se podobají racku atlantickému, mají však větší bílé srpky nad a pod okem a odlišnou kresbu křídla. Mají černou hlavu, bílé tělo a ocas, šedý hřbet, šedá křídla s černou kresbou na špičce, oddělenou od šedé barvy bílým pruhem. Krajní ruční letky mají rozsáhlé bílé špičky. Nohy jsou tmavočervené, zobák červený, s tmavým pruhem na špičce. V prostém šatu (v zimě) mají bílé čelo a bradu, zbytek černé čepičky je bíle proužkovaný. Mladí ptáci mají hlavu zbarvenou jako dospělí – v prostém šatu, hnědá křídla a bílý ocas s černou páskou na konci.

## Biologie
Hlasově se projevuje nazálním uí-a uí-a, nebo trylkovacím kuk kuk kuk kuk. Během hnízdění dokáže být velmi hlasitý. Na moři pojídá menší bezobratlé živočichy, které sbírá za letu z hladiny, někdy s mělkým ponorem. Na pevnině sbírá hlavně hmyz, žížaly a další bezobratlé.

### Hnízdění

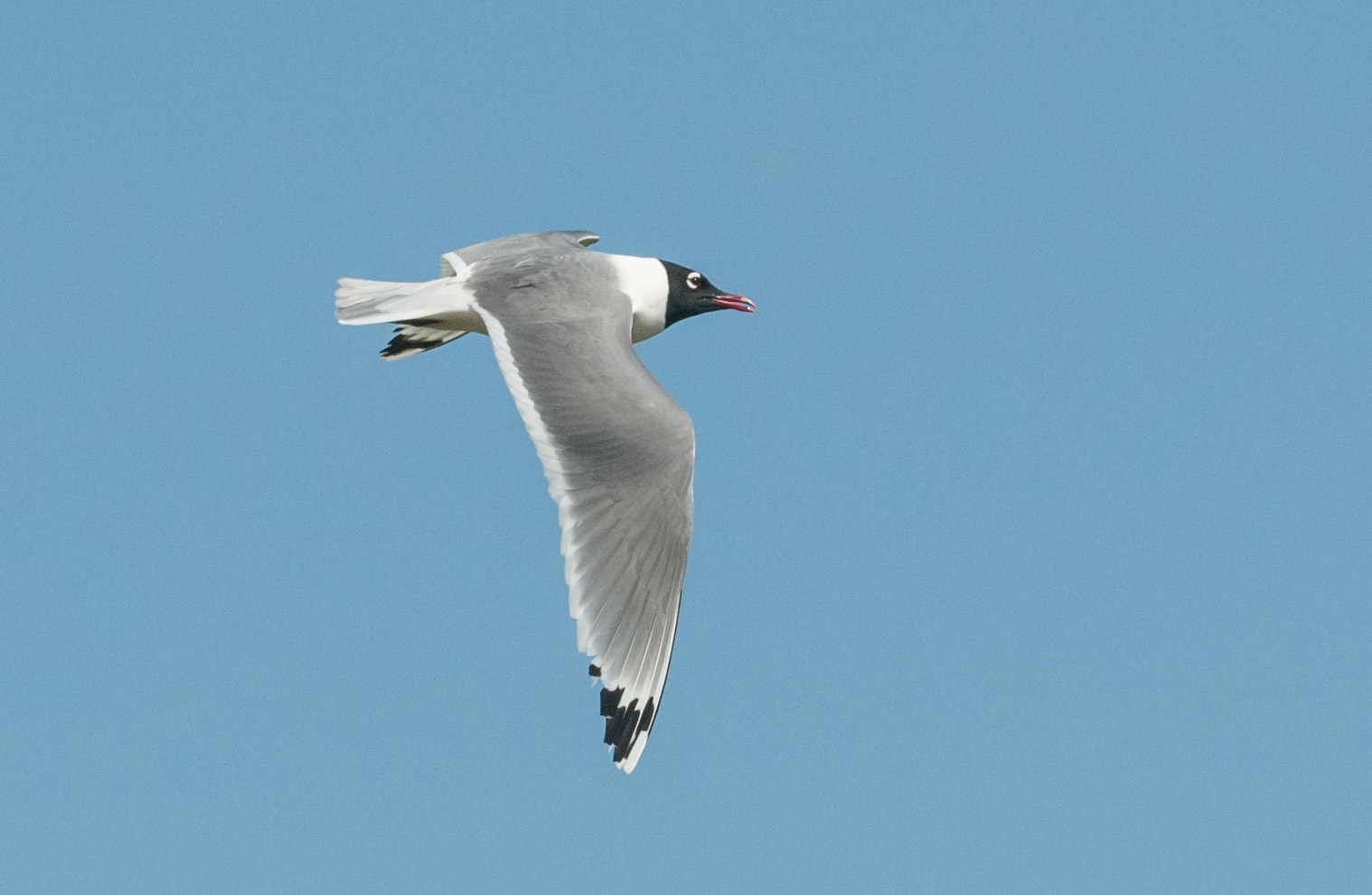
Racek vnitrozemský za letu (Utah)

Hnízdí od dubna do července. Plovající hnízdo z rostlinného materiálu si staví v mělké vodě poblíž husté vodní vegetace nebo přímo v ní. S tím, jak se v době hnízdění hnízdo potápí, pár racků ho neustále opravuje a přidává na něj nový rostlinný materiál, který často krade jiným rackům. Samice snáší 2–4 vejce o rozměrech kolem 52×37 mm. Mají nezelenavou barvu s tmavými skvrnami. Semiprekociální ptáčata mají při narození otevřené oči a jsou obalena prachovým peřím. Po dni jsou již schopna se postavit, avšak na hnízdě zůstávají kolem 3 týdnů.

## Ohrožení
Mezinárodní svaz ochrany přírody považuje druh za málo dotčený bez vážnější hrozby. Ve Spojených státech amerických však mezi lety 1968–2015 došlo k 95% poklesu místní hnízdní populace, která nicméně tvoří jen menší část celkové populace. V oblasti Tehuantepecké šíje rackům hrozí kolize s větrnými turbínami.